# ۱۳۹۳ (خورشیدی)
سال ۱۳۹۳ خورشیدی، هزار و سیصد و نود و سومین سالِ گاه‌شماری هجری خورشیدی است. سرآغاز آن، روز جمعه ۱ فروردین ۱۳۹۳ برابر با ۲۱ مارس ۲۰۱۴ میلادی (مطابق با ۱۹ جمادی‌الاول ۱۴۳۵ قمری قراردای) بود. لحظه تحویل آن، ساعت ۲۰:۲۷:۰۷ روز پنج شنبه ۲۹ اسفند ۱۳۹۲ خورشیدی و سالی عادی بود. وی سال اسب است 

## نام‌گذاری‌ها
- این سال در گاه‌شماری حیوانی سال اسب است.
- این سال در ایران توسط سیدعلی حسینی خامنه ای «اقتصاد و فرهنگ با عزم ملی و مدیریت جهادی» نام‌گذاری شد.

## رویدادهای نجومی
- ۲۵ فروردین - ماه‌گرفتگی آوریل ۲۰۱۴
- ۹ اردیبهشت - خورشیدگرفتگی ۲۹ آوریل ۲۰۱۴
- ۱۶ مهر - ماه‌گرفتگی اکتبر ۲۰۱۴[۳]
- ۱ آبان - خورشیدگرفتگی ۲۳ اکتبر ۲۰۱۴
- ۲۹ اسفند - خورشیدگرفتگی ۲۰ مارس ۲۰۱۵

در ایران تنها خورشیدگرفتگی ۲۹ اسفند در شمال و غرب ایران با درصد گرفت بیشتر و در تهران به صورت جزئی قابل مشاهده بوده‌است.

## رویدادها

### فروردین
- ۴ فروردین -  طی یک نشست اضطراری ، انگلستان ، ایالات متحده ، ایتالیا ، آلمان ، فرانسه ، ژاپن و کانادا به طور موقت روسیه را از G8 به حالت تعلیق درآوردند
- ۱۶ فروردین/حمل. برگزاری سومین انتخابات ریاست جمهوری افغانستان که به دور دوم کشیده شد.

### اردیبهشت
- ۱۵ اردیبهشت - شبه نظامیان بوکو حرام در حمله شبانه به گامبورو نگالا در نیجریه تقریباً ۳۰۰ نفر را کشتند.

### خرداد
- برگزاری جام جهانی فوتبال ۲۰۱۴ در برزیل
- ۱۵ خرداد -  یک گروه مبارز سنی که اکنون خود را دولت اسلامی عراق و شام می نامد موسوم به داعش حمله ای را از طریق شمال عراق آغاز می کند ، هدف آن تصرف شهر بغداد پایتخت عراق و سرنگونی دولت شیعه است. توسط نخست وزیر نوری المالکی.
- ۲۲ خرداد - در قتل عام کمپ اسپایکر در عراق ، داعش ۱۵۶۶ دانش آموز شیعه نیروی هوایی عراق را به قتل رساند. این دومین حمله مرگبار تروریستی در طول تاریخ و مرگبارترین حمله ای است که توسط داعش انجام شده است.
- ۲۳ خرداد -  مداخله نظامی بین المللی علیه داعش آغاز شد.
- ۲۴ خرداد/جوزا. برگزاری دور دوم انتخابات ریاست جمهوری افغانستان.محمد اشرف غنی برگزیده شد.

### تیر
۲۶ تیر -  پرواز ۱۷ هواپیمایی مالزی ، یک بوئینگ ۷۷۷ ، در شرق اوکراین پس از سقوط توسط موشک سقوط کرد. همه ۲۹۸ سرنشین هواپیما کشته می شوند.

### مرداد
۱۷ مرداد - مداخله آمریكایی ها در عراق: ارتش ایالات متحده یك عملیات هوایی را در شمال عراق برای جلوگیری از هجوم شبه نظامیان داعش آغاز می كند. 
۱۸ مرداد - تیراندازی به مایکل براون ، یک آمریکایی آفریقایی تبار ، توسط یک افسر پلیس در فرگوسن ، میسوری رخ داد و باعث شورش شد.

### شهریور
۲۷ شهریور - در همه پرسی استقلال اسکاتلند در سال ۲۰۱۴ ، اسکاتلند به استقلال از پادشاهی انگلستان رأی می دهد. 
۳۱ شهریور - مداخله به رهبری آمریكا در سوریه: ایالات متحده و چند شریك عرب عملیات هوایی خود را در سوریه آغاز می كنند.

### دی
۷ دی - پرواز شماره ۸۵۰۱ ایرآسیا اندونزی از سورابایا ، اندونزی به سنگاپور به دریای جاوا  در جنوب غربی بورنئو سقوط کرد و باعث کشته شدن همه ۱۶۲ سرنشین شد.
۱۱ دی -   اتحادیه اقتصادی اوراسیا با ایجاد یک اتحادیه سیاسی و اقتصادی بین روسیه ، بلاروس ، ارمنستان ، قزاقستان و قرقیزستان به اجرا در می آید.

### بهمن
۲ بهمن - پس از تصرف کاخ ریاست جمهوری توسط نیروهای حوثی ، عبدربه منصور هادی رئیس جمهور یمن پس از ماهها ناآرامی استعفا داد.

### اسفند
- ۸ اسفند - افتتاح رسمی شبکه افق.

## درگذشتگان

### فروردین

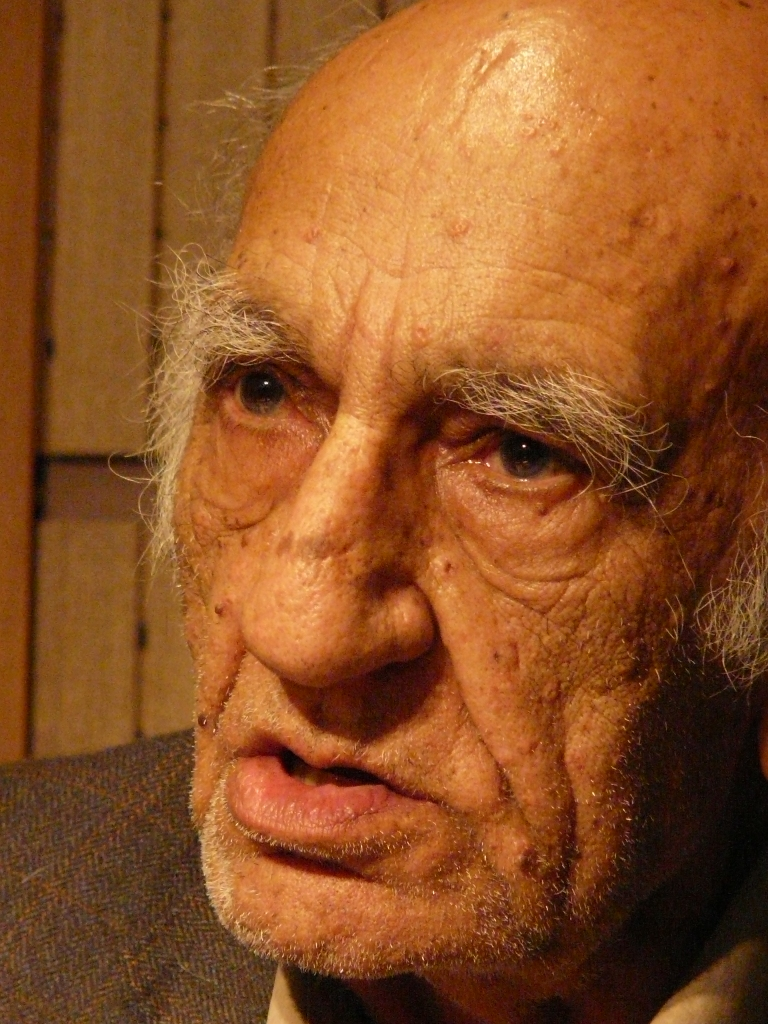
محمدابراهیم باستانی پاریزی

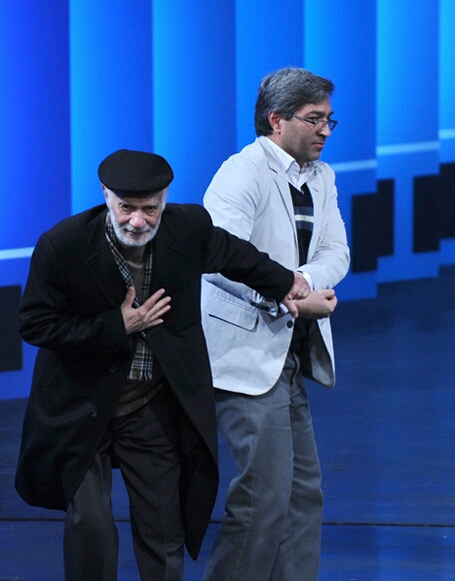
ناصر گیتی‌جاه (چپ)

- ۳ فروردین - جمشید دانایی‌فر، از مرزبانان اسیرشده به وسیله جیش‌العدل (زاده ۱۳۶۶)
- ۳ فروردین - پرویز راجی، سفیر ایران در بریتانیا در زمان محمدرضا شاه پهلوی (زاده ۱۳۱۵)
- ۵ فروردین - محمد ابراهیم باستانی پاریزی، مورخ ایرانی (زاده ۱۳۰۴)
- ۶ فروردین - نادر احمدی قانع، کارگردان و فیلمنامه‌نویس ایرانی (زاده ۱۳۱۶)
- ۷ فروردین - ریچارد فرای، ایران‌شناس مشهور آمریکایی (زاده ۱۲۹۸)
- ۸ فروردین - حمید مهرآرا، بازیگر سینما و تلویزیون ایران (زاده ۱۳۲۲)
- ۱۱ فروردین - ساسان تبسمی، مترجم ادبیات داستانی[۵]
- ۱۹ فروردین - ناصر گیتی‌جاه، بازیگر سینما و تلویزیون ایران (زاده ۱۳۱۴)
- ۲۱ فروردین - حسین شهیدی، استاد علوم ارتباطات، پژوهشگر رسانه‌ها و نویسنده ایرانی (زاده ۱۳۳۲)

### اردیبهشت
- ۳ اردیبهشت - ماه‌گل مهر، بازیگر تئاتر (زاده ۱۳۵۷)
- ۴ اردیبهشت - مسلم ملکوتی، نماینده ولی فقیه و امام جمعه تبریز (زاده ۱۳۰۳)
- ۶ اردیبهشت - حسام‌الدین مجتهدی، امام جمعه سنندج و نماینده مجلس خبرگان رهبری (زاده ۱۳۰۳)
- ۹ اردیبهشت - عطاالله خرم، نوازنده ویولن و آهنگساز ایرانی (زاده ۱۳۰۵)
- ۱۰ اردیبهشت - مارشا مهران، نویسنده رمان آش انار (زاده ۱۳۵۶)
- ۱۱ اردیبهشت - علی مدنی، پدر علم آمار ایران (زاده ۱۲۹۸)
- ۱۲ اردیبهشت - محمدرضا لطفی، نوازنده تار و سه‌تار و آهنگ‌ساز ایرانی (زاده ۱۳۲۵)
- ۲۳ اردیبهشت - محمدباقر شیرازی، از مراجع تقلید شیعه (زاده ۱۳۱۰)
- ۲۸ اردیبهشت
  - نیما وارسته، تنظیم‌کننده موسیقی و نوازنده ویالون (زاده ۱۳۵۷)
  - ادیک پطروسیان، یشکسوت اتومبیل‌رانی ایرانی (زاده ۱۳۱۴)
- ۳۱ اردیبهشت - علیرضا سلیمانی، کشتی‌گیر آزادکار در دسته سنگین‌وزن و قهرمان جهان

### خرداد

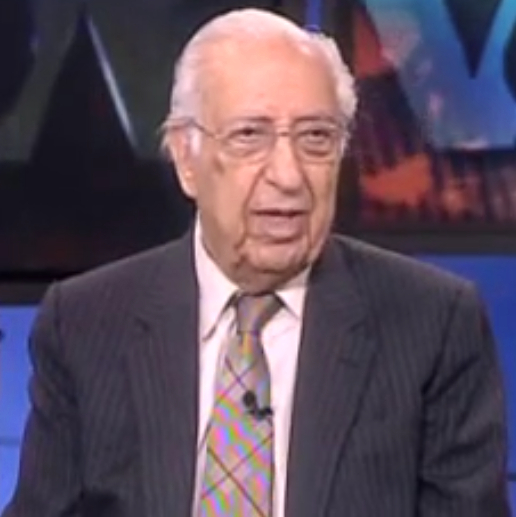
هوشنگ سیحون

- ۳ خرداد - مه‌آفرید امیرخسروی (زاده ۱۳۴۸)
- ۵ خرداد - هوشنگ سیحون، معمار، طراح، نقاش و مجسمه‌ساز ایرانی (زاده ۱۲۹۹)
- ۱۰ خرداد - صابر رهبر، هنرمند ایرانی که در زمینه‌های کارگردانی، تهیه کنندگی، بازیگری، فیلم‌برداری، نویسندگی، تدوینگری، فیلمنامه‌نویسی و سینماداری سابقه فعالیت دارد.[۶]
- ۱۳ خرداد - فرح پناهی، خواننده اپرا و هنرپیشه (زاده ۱۳۰۹)

### تیر
- ۸ تیر - باقر صحرارودی، بازیگر سینما و تلویزیون (زاده ۱۳۲۱)
- ۱۸ تیر - محمد محمدی گیلانی، سیاستمدار (زاده ۱۳۰۷)
- ۲۷ تیر - منوچهر درفشه، تصویرگر کتابهای درسی ایران در دهه‌های ۱۳۶۰ و ۱۳۷۰  (زاده ۱۳۱۹)

### مرداد

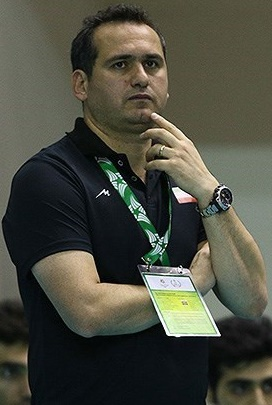
حسین معدنی

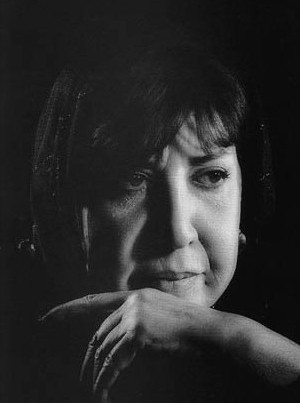
سیمین بهبهانی

- ۴ مرداد - حسین شب‌زنده‌دار جهرمی: روحانی و مجتهد شیعه ایرانی. (زاده ۱۳۰۸)
- ۴ مرداد - داوید اوشانا، معمار معاصر، طراح اتومبیل، موزیسین و نقاش ایرانی (زاده ۱۳۰۸)
- ۱۰ مرداد - حسین معدنی، سرمربی تیم والیبال ایران (زاده ۱۳۵۰)
- ۱۵ مرداد - فرهاد مجدآبادی، کارگردان سینما و تئاتر[۵]
- ۲۸ مرداد - سیمین بهبهانی، شاعر و نویسنده زن ایرانی (زاده ۱۳۰۶)
- ۳۱ مرداد - اکبر خواجویی، کارگردان، فیلمنامه‌نویس و تهیه‌کننده ایرانی (زاده ۱۳۲۶)

### شهریور
- ۶ شهریور - حسن رضیانی، بازیگر تئاتر و سینمای (زاده ۱۳۱۰)[۵]
- ۷ شهریور - سارا بنی‌صدر،[۵] هنرمند تئاتر
- ۱۱ شهریور - ناصر کاتوزیان، حقوقدان، استاد تمام دانشکده حقوق تهران، وکیل دادگستری، قاضی دادگستری، و از تدوین کنندگان پیش‌نویس اولیهٔ قانون اساسی جمهوری اسلامی ایران اهل ایران (زاده ۱۳۱۰)
- ۲۶ شهریور - احمد بیگدلی، نویسنده (زاده ۱۳۲۴)

### مهر

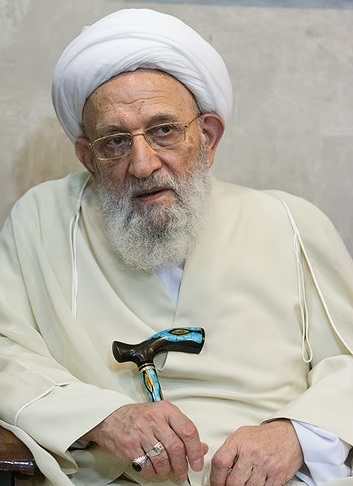
محمدرضا مهدوی کنی

- مهر - حامد خسروی، کارگردان و مدرس سینمای مستند[۵]
- ۱۲ مهر - غلامعلی پورعطایی، نوازنده دوتار و خواننده آوازهای عارفانه نواحی خراسان (زاده ۱۳۲۶)[۵]
- ۲۹ مهر - محمد رضا مهدوی کنی، روحانی شیعه، سیاست‌مدار ایرانی و ریاست مجلس خبرگان رهبری (زاده ۱۳۱۰)

### آبان

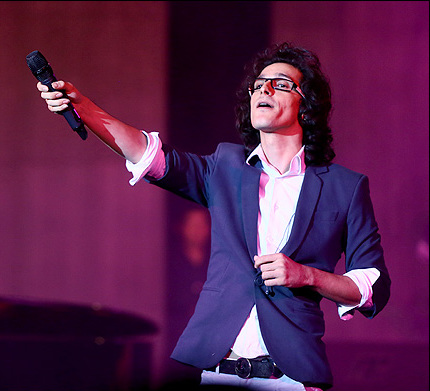
مرتضی پاشایی

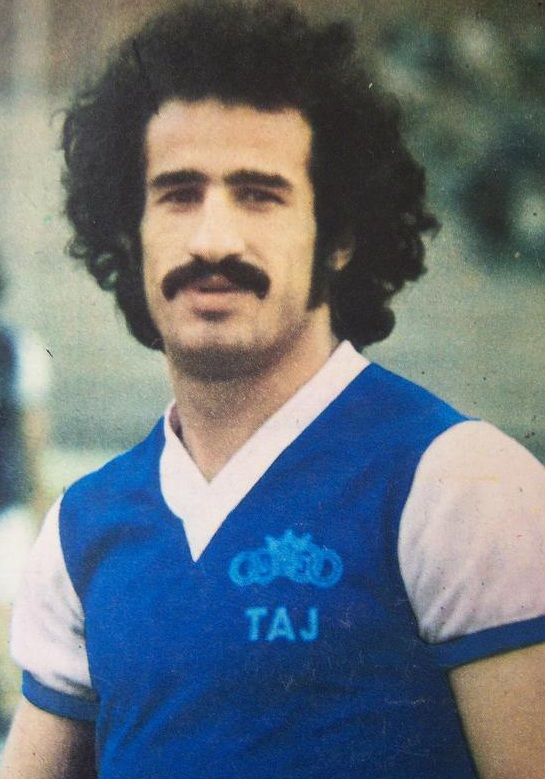
غلامحسین مظلومی

- ۲۳ آبان - مرتضی پاشایی ، خواننده، آهنگساز، نوازنده و تنظیم کننده موسیقی پاپ ایرانی (زاده ۱۳۶۳)
- ۲۴ آبان - مجید بهرامی ، بازیگر سینما و تئاتر ایران (زاده ۱۳۵۶)
- ۲۷ آبان - بهمن بوستان، ادیب و پژوهشگر در زمینه لغت فارسی و موسیقی سنتی ایرانی و فرهنگ و فولکلور و عضو سابق هیئت مدیره کانون پژوهشگران خانه موسیقی (زاده ۱۳۱۴)
- ۲۸ آبان - غلامحسین مظلومی ، بازیکن پیشین و مربی فوتبال ایرانی (زاده ۱۳۲۸)
- ۲۳ آبان - مزدک ولی‌نیا، هنرمند برجسته جواهرسازی کرمانشاه و قهرمان سابق جودو (زاده ۱۳۶۶)
- ۳۰ آبان - سید حسن شجاعی کیاسری، نمایندهٔ چهار دورهٔ مجلس شورای اسلامی اهل ایران (زاده ۱۳۲۰)

### آذر
- ۷ آذر - عظیم جوانروح، فیلمبردار[۵]

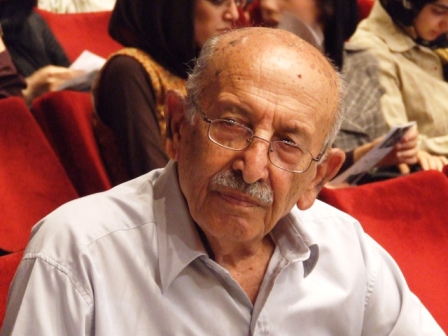
مرتضی احمدی

- ۱۳ آذر - مریم بهنام، فعال اجتماعی و نویسنده ایرانی (زاده ۱۳۰۰)
- ۲۳ آذر - انوشیروان ارجمند، بازیگر (زاده ۱۳۲۰)
- ۳۰ آذر - مرتضی احمدی، بازیگر (زاده ۱۳۰۳)

### دی
- ۳ دی - یحیی انصاری شیرازی، عالم شیعی ایرانی (زاده ۱۳۰۶)
- ۶ دی - صادق ماهرو، مدیر دوبلاژ و از گویندگان قدیمی و پیشکسوت ایران[۵]
- ۱۰ دی - پروانه میلانی، نویسنده، شاعر، مترجم، فعال حقوق بشر و عضو کانون نویسندگان ایران (زاده ۱۳۲۱)
- ۱۹ دی - احمد رسول‌زاده، مدیر دوبلاژ و از گویندگان قدیمی و پیشکسوت ایران[۵]

### بهمن
- ۱۶ بهمن - خلیل خطیب رهبر، ادیب و پژوهشگر ایرانی (زاده ۱۳۰۲)
- ۲۲ بهمن - سیده فاطمه قادری، مادر محمود احمدی‌نژاد، رئیس‌جمهور سابق ایران

### اسفند
- ۱ اسفند - زاون قوکاسیان، کارگردان و منتقد سینما[۵] (زاده ۱۳۲۹)
- ۲ اسفند
  - صادق طباطبایی، برادر زن سید احمد خمینی و از چهره‌های تأثیرگذار انقلاب ایران (زاده ۱۳۲۲)
  - فاطمه سادات خاتمی، خواهر سید محمد خاتمی، رئیس‌جمهور اسبق ایران (زاده ۱۳۱۶)
- ۳ اسفند - آندرانیک آساطوریان، آهنگساز، رهبر ارکستر و تنظیم‌کننده موسیقی پاپ ایرانی (زاده ۱۳۲۰)
- ۳ اسفند - ایرج رزمجو، ترانه‌سرا ایرانی (زاده ؟)
- ۱۵ اسفند - عزیزالله هنرآموز، بازیگر (زاده ۱۳۲۲)
- ۲۹ اسفند - سکینه پیوندی، مادر حسن روحانی، رئیس‌جمهور ایران (زاده ۱۳۰۳)